# Fornever
For(N)ever es el cuarto álbum de estudio de la banda estadounidense de rock Hoobastank, Fue lanzado al mercado en Estados Unidos el 27 de enero de 2009, y fue lanzado al mercado en Australia el 26 de junio de 2009. For(N)ever llegó al número 26 en Billboard 200 y en el número 7 en Top Rock Albums en su primera semana. El primer sencillo, "My Turn", fue lanzado el 13 de octubre de 2008. La canción "I Don't Think I Love You" es presentada en el disco: Transformers: Revenge of the Fallen - The Album. Y la canción "Sick of Hanging On" aparece en la banda sonora de PES 2010.

## Prelanzamiento
En octubre de 2007, Doug Robb posteó en la página oficial de Hoobastank un mensaje diciendo que habían "Puesto un listón de canciones muy muy alto para el próximo disco" y que tenían "Muchas ideas en éste disco que nunca."
El 2 de junio de 2008, Robb posteó una actualización en su página web temporal, anunciando que el proceso de grabación de su álbum próximo estaba casi hecho y esperaban la fecha de lanzamiento en un par de semanas.

## Lista de canciones
| N.º | Título                               | Duración |  |
| 1.  | «My Turn»                            | 3:10     |  |
| 2.  | «I Don't Think I Love You»           | 3:41     |  |
| 3.  | «So Close, So Far»                   | 3:17     |  |
| 4.  | «All About You»                      | 2:58     |  |
| 5.  | «The Letter» (con Vanessa Amorosi)   | 3:57     |  |
| 6.  | «Tears of Yesterday»                 | 3:59     |  |
| 7.  | «Sick of Hanging On»                 | 3:15     |  |
| 8.  | «You're the One»                     | 3:58     |  |
| 9.  | «Who the Hell Am I?»                 | 4:02     |  |
| 10. | «You Need to be Here»                | 3:04     |  |
| 11. | «Gone Gone Gone»                     | 3:37     |  |
| 12. | «Replace You (Bonus Track Japonés)»  | 4:20     |  |
| 13. | «Stay With Me (Bonus Track Japonés)» | 4:07     |  |

## Posicionamiento
| Lista (2009)            | Posición máxima |
| ----------------------- | --------------- |
| U.S. Billboard 200      | 26              |
| Australian Albums Chart | 88              |
| Japanese Albums Chart   | 6               |

## Lanzamiento
| Región         | Fecha               | Catálogo # |
| -------------- | ------------------- | ---------- |
| Estados Unidos | 27 de enero de 2009 | 1239902    |
| Australia      | 26 de junio de 2009 | 2708708    |
| Francia        | 3 de marzo de 2009  |            |